# Rostanga
Rostanga är ett släkte av snäckor som beskrevs av Bergh 1879. Rostanga ingår i familjen Rostangidae.
Rostanga är enda släktet i familjen Rostangidae.
Kladogram enligt Catalogue of Life och Dyntaxa:
| Rostanga | \| \| Rostanga pulchra \| \| \| \| \| \| Rostanga rubra \| \| \| \| |
|          | \| \| Rostanga pulchra \| \| \| \| \| \| Rostanga rubra \| \| \| \| |
|          | Rostanga pulchra                                                    |
|          |                                                                     |
|          | Rostanga rubra                                                      |
|          |                                                                     |